# Salah Bouchekriou
Salah Bouchekriou, né le 17 février 1962, est un joueur international puis entraîneur algérien de handball. 

## Biographie
Salah Bouchekriou, Avec l'Algérie, il a notamment remporté trois Championnat d'Afrique des nations et participé aux Jeux olympiques de 1988 en tant que joueur. Puis, il en a été le sélectionneur à plusieurs reprises en 1995 et 1996 (1/8e de finale mondial 95 en Islande, et JO 96 à Atlanta), de 1999 à 2001 (finaliste de la CAN 2000 à Alger), de 2009 à 2013 (JM 2009 de Pescara, CAN 2010 en Égypte, Mondial 2011 en Suède, CAN 2012 au Maroc, Tournoi Pré-Olympique 2012 et Mondial 2013)  et depuis 2023.

## Palmarès de joueur

### En club
Compétitions internationales
- Vainqueur de la Coupe d'Afrique des vainqueurs de coupe (2) : 1989, 1990
- Finaliste de la Coupe d'Afrique des clubs champions : 1980

Compétitions nationales
- Vainqueur du Championnat d'Algérie en 1980 ,1986
- Vainqueur de la Coupe d'Algérie en 1981, 1988
- Finaliste de la Coupe d'Algérie en 1986

### avec l'équipe d'Algérie
Championnat d'Afrique des nations
- Vainqueur du Championnat d'Afrique 1983
- Vainqueur du Championnat d'Afrique 1985
- Vainqueur du Championnat d'Afrique 1989

Jeux méditerranéens
- Vainqueur des Jeux méditerranéens de 1987
- Finaliste des Jeux méditerranéens de 1983
- 5e place aux Jeux méditerranéens de 1991

Jeux olympiques
- 10e place aux Jeux olympiques de 1988

Championnats du monde
- 16e place au Championnat du monde 1982
- 16e place au Championnat du monde 1986
- 16e place au Championnat du monde 1990

Championnat d'Afrique junior
- Médaille de bronze au Championnat d'Afrique junior 1980
- Médaille d'argent au Championnat d'Afrique junior 1982

## Palmarès d'entraîneur

### En club
- Vainqueur de la Coupe d'Algérie : 1996 (avec  ERC Alger )
- Vainqueur de la Coupe de Tunisie : 1999 (avec  El Makarem de Mahdia )
- Finaliste de la  Coupe d'Afrique des vainqueurs de coupe  2003 (avec  AS Hammamet )
- Vainqueur du Championnat de Bahreïn : 2008 (avec  Al Najma Club)
- Vainqueur de la Supercoupe des Émirats arabes unis : 2018 (avec  Sharjah FC)
- Finaliste de la Supercoupe Émirats arabes unis-Bahreïn : 2018 (avec  Sharjah FC)
- Vainqueur de la Coupe des Émirats arabes unis : 2018 (avec  Sharjah FC)
- Finaliste de la Coupe des vice-président des Émirats arabes unis : 2019 (avec  Sharjah FC)

### avec l'équipe d'Algérie
Championnats d'Afrique
- Médaille d'argent au Championnat d'Afrique 1994 (Tunisie)
- Médaille d'argent au championnat d'Afrique 2000 (Algérie)
- Médaille de bronze au championnat d'Afrique 2010 (Égypte)
- Médaille d'argent au championnat d'Afrique 2012 (Maroc)
- Demi-finaliste au Championnat d'Afrique 2016 (Égypte)

Championnats du monde
- 16e place au championnat du monde 1995 (Islande)
- 13e place au championnat du monde 2001 (France)
- 15e place au championnat du monde 2011 (Suède)
- 17e place au championnat du monde 2013 (Espagne)

Jeux olympiques
- 10e place aux Jeux olympiques de 1996

Autres
- Médaille d'or aux Jeux africains de 1999 (Afrique du Sud)
- Vainqueur du Championnat arabe des nations : 2000
- 7e place aux Jeux méditerranéens 2001 (Tunisie)
- 5e place aux Jeux méditerranéens 2009 (Italie)

### avec l'équipe de Bahreïn
- Médaille d'argent au Championnat d'Asie 2014 (Bahreïn)
- Médaille de bronze aux Jeux asiatiques de 2014 (Corée du Sud)
- 23e place au Championnat du monde 2017 (France)

### avec l'équipe des Émirats arabes unis
- 7e place au Championnat d'Asie 2018 (Corée du Sud)